# Битва под Мацеёвицами
Битва под Мацеёвицами (Сражение при Мацеёвице) (пол. Bitwa pod Maciejowicami) — сражение русского войска с отрядом польских повстанцев в ходе восстания Костюшко 29 сентября (10 октября) 1794 года около Мацеёвице на правом берегу Вислы в 50 км юго-восточнее Варшавы. Результатом сражения было бегство польских отрядов и пленение Костюшко русскими.

## История
Целью Тадеуша Костюшко было не допустить соединения корпусов генерал-майора Ф. П. Денисова и генерал-поручика И. Е. Ферзена с идущим к ним со стороны Бреста армейским корпусом генерал-аншефа А. В. Суворова. Всего под началом Костюшко было около 12 тысяч человек, из которых более 7 тысяч составляли дивизию К. Сераковского и 4 тысячи дивизию А. Понинского, которая располагалась на отдалении от главных сил.

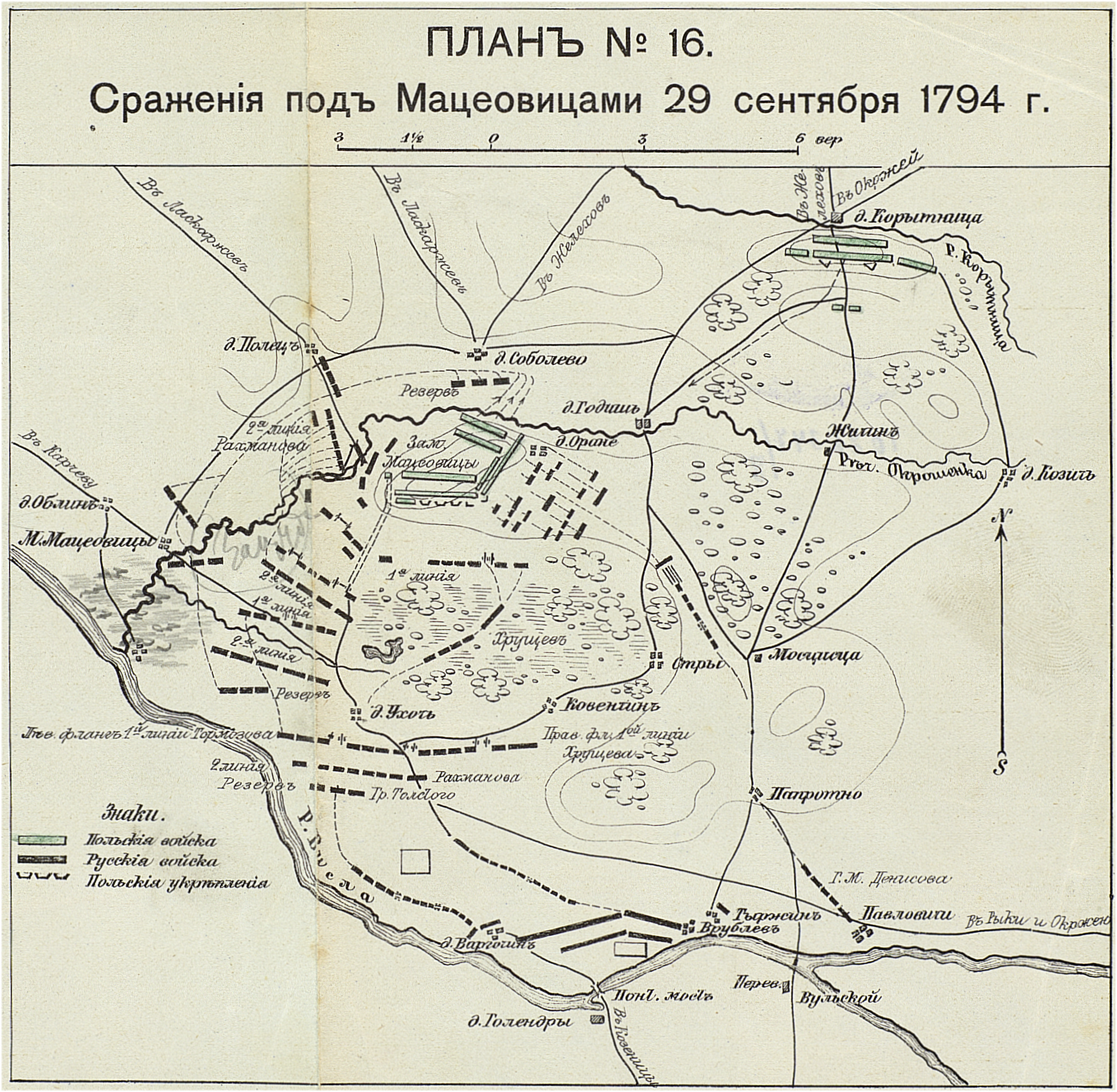
План сражения

28 сентября (9 октября) Костюшко выступил из Зелехова в направлении Мацеёвице. Прибыв туда, он расположил свои войска на возвышенности, что давало определённые преимущества, однако в тылу была заболоченная река Окржейка, что затрудняло возможное отступление. Денисов, зная о наличии дивизии Понинского, которая могла усилить войско Костюшко, утром 29 сентября (10 октября) начал атаковать. Ранее курьер, отправленный Костюшко к Понинскому с приказом двинуться ему на помощь, был захвачен казачьим разъездом из корпуса Денисова (повторный приказ, отправленный через 6 часов, уже не мог изменить ситуацию).
Бой начался сильной артиллерийской канонадой, затем Денисов атаковал левый фланг Костюшко и после третьей атаки сопротивление было сломлено. Одновременно отряд генерала Г. М. Рахманова из корпуса Ферзена переправился через Окржейку и зашёл полякам в правый фланг. Польская кавалерия начала отступать, Костюшко поскакал вслед за ними, чтобы остановить и направить в контрнаступление, однако столкнулся с окружавшими его отрядами донских казаков из корпуса Денисова, был ранен внезапно появившимся со стороны корпуса Ферзена кавалеристом и в итоге попал в плен к казакам, которые на носилках из боевых пик и казачьих плащей доставили его в штаб Денисова.
Отступление повстанцев переросло в бегство, до Варшавы смогли добраться только около 2 тыс. человек, остальные были разбиты, взяты в плен или разбежались. Поражение под Мацеёвицами предопределило поражение всего «восстания Костюшко».
По одной из легенд, раненый Костюшко, падая на землю, воскликнул «Finis Poloniae!» (с лат. — «погибла Польша!»). Сам он впоследствии это отрицал. Про это сражение в русской армии солдаты, по горячим следам, сложили песню.